# Shiri - Terrorns ansikte
Shiri - Terrorns ansikte (쉬리, Swiri) är en koreansk film från 1999, skriven och regisserad av Je-gyu Kang.

## Handling
En grupp elitsoldater från Nordkorea skickas till Sydkorea som spioner. Samtidigt ska den Sydkoreanska agenten Jong-won Yu (Kang-ho Song) fånga Bang-hee Lee, en av elitsoldaterna från Nordkorea.

## Om filmen
Shiri var då den kom ut 13 februari 1999 Sydkoreas dyraste film, med en budget på 8,5 miljoner dollar, en summa som dock är liten jämfört med amerikanska filmer av samma sort. 6,5 miljoner såg filmen i Sydkorea.

## Rollista i urval
- Kang-ho Song - Jong-won Yu
- Min-sik Choi - Mu-young Park
- Yoon-jin Kim - Myung-hyun Lee
- Kang-ho Song - Jang-gil Lee